# 639–630 př. n. l.
Století: 8. století př. n. l. – 7. století př. n. l. – 6. století př. n. l.
Roky: 659 – 650 649 – 640 – 639–630 př. n. l. – 629 – 620 619 – 610

## Události
- 632 – Kylón obsadil Akropoli v Athénách a neúspěšně se pokusil o zisk královského titulu.
- 631 – Založení Kyrény, řecké kolonie v Libyi na pobřeží severní Afriky.
- 631 – Sadyatés se stal lýdským králem.

## Narození
- 638 – Solón, athénský zákonodárce

## Hlavy států
- Médie – Madios
- Urartu – Sarduri III. († 635), poté Erimena
- Asýrie – Aššurbanipal
- Egypt – Psammetik I.
- Lýdie – Sadyatés